# Daniel Zlatkow
Daniel Mariow Zlatkow (bulgarisch Даниел Мариов Златков; englische Transkription: Daniel Mariov Zlatkov; * 6. März 1989 in Blagoewgrad) ist ein bulgarischer Fußballspieler.

## Karriere
Zlatkow begann mit dem Vereinsfußball in seiner Heimatstadt Blagoewgrad in der Jugend des örtlichen Vereins PFC Pirin Blagoewgrad. 2007 wurde er hier in den Kader der Profimannschaft aufgenommen und absolvierte in der ersten Saison ein Ligaspiel. Die nächste Saison verbrachte er als Leihspieler bei FC Pirin Goze Deltschew, wo er sich auf Anhieb einen Stammplatz erkämpfte.
Zum Sommer 2009 wechselte er zu Minjor Pernik und spielte hier die nachfolgenden zwei Spielzeiten lang. 2011 heuerte er beim bulgarischen Spitzenklub Slawia Sofia an. Bei diesem Verein eroberte er sich auch einen Stammplatz und war hier die nachfolgenden zwei Spielzeiten aktiv.
Im Sommer 2013 wechselte er in die türkische TFF 1. Lig zu Boluspor. Nach 28 Einsätzen und einem Tor wechselte er zurück nach Bulgarien zu Botew Plowdiw.